# Póczik család
A Póczik család régi magyar nemesi család.

## A monaki Póczik család
A nemeslevelet II. Ferdinándtól Póczik János és András testvérek kapták 1624. június 28-án, és 1625-ben Eperjesen lett kihirdetve. Jakab Gyöngyösön lakott, a fiai közül Mihály Besztercén iskolamester, Ferenc pedig az Almásy család tarnazsadányi tiszttartója volt. 1689-ben Zsércen élő István előzőleg valószínűleg Egerlövőn lakott, ahová Maklárról költözött. (1767. év 216. B. sz. 1773. év 225. sz. 255. jkl.) A fiai és unokái részére Borsod vármegye nemességi bizonylatot adott, melyet 1779-ben évben hirdettek ki. (1779. év 144., 229. jkl. Borsodm. lev. Pr. 40. f. 427.) Ebből a családból származott az 1810-ben elhunyt Póczik Pál egri kanonok. (1810. év 123. A. sz. 210. jkl.)
A család címere a Borsod vármegyei levéltárban (Act. nob. 897.) lévő armális-másolat nyomán: Kék pajzsban meredek sziklán kiterjesztett szárnyú sólyom, a felső sarkakban 1-1 csillag; a sisakdísz: 3 stucctoll (vörös-fehér-fekete); takarók: vörös-ezüst, fekete-arany.
A család mellékneve Csiszár, amely csupán ragadványnév.

## A póczy Póczik család
Egy másik Póczik család is ismert, amely a 18. század elejétől bizonyosan Sopron vármegyében élt, melynek a monaki Póczikokkal való azonossága nem bizonyított. E család eredeti neve az oklevelek tanúsága szerint Póczy, melyet később egyes családtagok előnévként viseltek. A család fő székhelye Páli község volt, s tagjai főleg erdészeti pályán tűntek ki. Póczik Géza magyar királyi főerdész volt Csepregen, s az első világháborút követően tevékeny szerepet játszott Lajtabánság létrehozásában, és a Sopron környéki népszavazás kikényszerítésében. Póczik Géza fia, Béla ismert vadász és erdészeti szakíró volt.